# Championnat du monde B de rink hockey masculin 2006
Navigation
Championnat du monde B 2004 Championnat du monde B 2008
Le championnat du monde groupe B de rink hockey 2006 s'est déroulé du 17 au 23 septembre 2006 à Montevideo, la capitale de l'Uruguay.
Les trois équipes qui se sont classées aux 3 premières places du classement final joueront le championnat du monde groupe A 2007, à Montreux (Suisse).

## Équipes
Les équipes nationales engagées dans cette édition 2006 ont été d'abord réparties dans trois groupes.
|    | Groupe A         |
| -- | ---------------- |
| A1 | Pays-Bas         |
| A2 | Nouvelle-Zélande |
| A3 | Colombie         |
| A4 | Uruguay          |

|    | Groupe B       |
| -- | -------------- |
| B1 | Mozambique     |
| B2 | Autriche       |
| B3 | Égypte         |
| B4 | Afrique du Sud |

|    | Groupe C  |
| -- | --------- |
| C1 | Macao     |
| C2 | Australie |
| C3 | Inde      |
| C4 | Mexique   |

## Calendrier

### Phase de poules
| Match | Équipe  |     | Équipe           | H.    |
| ----- | ------- | --- | ---------------- | ----- |
| 1     | Uruguay | 3-1 | Nouvelle-Zélande | 20h15 |

| Match | Équipe     |      | Équipe         | H.    |
| ----- | ---------- | ---- | -------------- | ----- |
| 2     | Mozambique | 8-1  | Autriche       | 15h00 |
| 3     | Macao      | 3-0  | Australie      | 16h15 |
| 4     | Pays-Bas   | 2-2  | Colombie       | 17h45 |
| 5     | Égypte     | 2-11 | Afrique du Sud | 19h00 |
| 6     | Inde       | 2-10 | Mexique        | 20h15 |

| Match | Équipe     |      | Équipe           | H.    |
| ----- | ---------- | ---- | ---------------- | ----- |
| 7     | Pays-Bas   | 20-1 | Nouvelle-Zélande | 10h30 |
| 8     | Mozambique | 16-0 | Égypte           | 11h45 |
| 9     | Macao      | 20-2 | Inde             | 16h30 |
| 10    | Autriche   | 1-2  | Afrique du Sud   | 17h45 |
| 11    | Australie  | 2-9  | Mexique          | 19h00 |
| 12    | Colombie   | 2-1  | Uruguay          | 20h15 |

| Match | Équipe           |      | Équipe         | H.    |
| ----- | ---------------- | ---- | -------------- | ----- |
| 13    | Mozambique       | 5-2  | Afrique du Sud | 10h30 |
| 14    | Macao            | 7-6  | Mexique        | 11h45 |
| 15    | Nouvelle-Zélande | 0-11 | Colombie       | 16h30 |
| 16    | Autriche         | 7-4  | Égypte         | 17h45 |
| 17    | Australie        | 10-5 | Inde           | 19h00 |
| 18    | Pays-Bas         | 2-0  | Uruguay        | 20h15 |

| Rang | Équipe           | Pts | J | G | N | P | Bp | Bc | Diff |
| ---- | ---------------- | --- | - | - | - | - | -- | -- | ---- |
| 1    | Pays-Bas         | 7   | 3 | 2 | 1 | 0 | 24 | 3  | +21  |
| 2    | Colombie         | 7   | 3 | 2 | 1 | 0 | 15 | 3  | +12  |
| 3    | Uruguay          | 3   | 3 | 1 | 0 | 2 | 4  | 5  | -1   |
| 4    | Nouvelle-Zélande | 0   | 3 | 0 | 0 | 0 | 2  | 34 | -32  |

| Rang | Équipe         | Pts | J | G | N | P | Bp | Bc | Diff |
| ---- | -------------- | --- | - | - | - | - | -- | -- | ---- |
| 1    | Mozambique     | 9   | 3 | 3 | 0 | 0 | 29 | 1  | +28  |
| 2    | Afrique du Sud | 6   | 3 | 2 | 0 | 1 | 13 | 8  | +5   |
| 3    | Autriche       | 3   | 3 | 1 | 0 | 2 | 9  | 14 | -5   |
| 4    | Égypte         | 0   | 3 | 0 | 0 | 0 | 6  | 34 | -28  |

| Rang | Équipe    | Pts | J | G | N | P | Bp | Bc | Diff |
| ---- | --------- | --- | - | - | - | - | -- | -- | ---- |
| 1    | Macao     | 9   | 3 | 3 | 0 | 0 | 30 | 8  | +22  |
| 2    | Mexique   | 6   | 3 | 2 | 0 | 1 | 25 | 11 | +14  |
| 3    | Australie | 3   | 3 | 1 | 0 | 2 | 12 | 17 | -5   |
| 4    | Inde      | 0   | 3 | 0 | 0 | 0 | 9  | 40 | -31  |

### Phase finale
| Match | Équipe     |      | Équipe           | H.    |
| ----- | ---------- | ---- | ---------------- | ----- |
| 19    | Uruguay    | 6-2  | Égypte           | 10h30 |
| 20    | Autriche   | 9-2  | Inde             | 11h45 |
| 21    | Australie  | 7-0  | Nouvelle-Zélande | 16h30 |
| 22    | Pays-Bas   | 7-3  | Afrique du Sud   | 17h45 |
| 23    | Mozambique | 18-1 | Mexique          | 19h00 |
| 24    | Macao      | 2-3  | Colombie         | 20h15 |

| Match | Équipe           |      | Équipe   | H.    |
| ----- | ---------------- | ---- | -------- | ----- |
| 25    | Égypte           | 12-4 | Inde     | 10h30 |
| 26    | Uruguay          | 2-0  | Autriche | 11h45 |
| 27    | Afrique du Sud   | 6-3  | Mexique  | 16h30 |
| 28    | Colombie         | 1-2  | Pays-Bas | 17h45 |
| 29    | Nouvelle-Zélande | 7-4  | Égypte   | 19h00 |
| 30    | Australie        | 0-2  | Uruguay  | 20h15 |

| Match | Équipe     |      | Équipe           | H.    |
| ----- | ---------- | ---- | ---------------- | ----- |
| 31    | Macao      | 6-6  | Afrique du Sud   | 10h30 |
| 32    | Mozambique | 6-1  | Colombie         | 11h45 |
| 33    | Inde       | 2-16 | Nouvelle-Zélande | 16h30 |
| 34    | Autriche   | 3-4  | Australie        | 17h45 |
| 35    | Mexique    | 0-4  | Macao            | 19h00 |
| 36    | Pays-Bas   | 2-5  | Mozambique       | 20h15 |

| Classement 10e à 12e places | Classement 10e à 12e places | Classement 10e à 12e places | Classement 10e à 12e places | Classement 10e à 12e places | Classement 10e à 12e places | Classement 10e à 12e places | Classement 10e à 12e places | Classement 10e à 12e places | Classement 10e à 12e places |
| Pos.                        | Équipe                      | J                           | G                           | N                           | P                           | +                           | -                           | Pts                         | GA                          |
| --------------------------- | --------------------------- | --------------------------- | --------------------------- | --------------------------- | --------------------------- | --------------------------- | --------------------------- | --------------------------- | --------------------------- |
| 10                          | Nouvelle-Zélande            | 2                           | 2                           | 0                           | 0                           | 23                          | 6                           | 6                           | 17                          |
| 11                          | Égypte                      | 2                           | 1                           | 0                           | 1                           | 16                          | 11                          | 3                           | 5                           |
| 12                          | Inde                        | 2                           | 0                           | 0                           | 2                           | 6                           | 28                          | 0                           | -22                         |

| Classement 7e à 9e places | Classement 7e à 9e places | Classement 7e à 9e places | Classement 7e à 9e places | Classement 7e à 9e places | Classement 7e à 9e places | Classement 7e à 9e places | Classement 7e à 9e places | Classement 7e à 9e places | Classement 7e à 9e places |
| Pos.                      | Équipe                    | J                         | G                         | N                         | P                         | +                         | -                         | Pts                       | GA                        |
| ------------------------- | ------------------------- | ------------------------- | ------------------------- | ------------------------- | ------------------------- | ------------------------- | ------------------------- | ------------------------- | ------------------------- |
| 7                         | Uruguay                   | 2                         | 2                         | 0                         | 0                         | 4                         | 0                         | 6                         | 4                         |
| 8                         | Australie                 | 2                         | 1                         | 0                         | 1                         | 4                         | 5                         | 3                         | -1                        |
| 9                         | Autriche                  | 2                         | 0                         | 0                         | 2                         | 3                         | 6                         | 0                         | -3                        |

| Classement 4e à 6e places | Classement 4e à 6e places | Classement 4e à 6e places | Classement 4e à 6e places | Classement 4e à 6e places | Classement 4e à 6e places | Classement 4e à 6e places | Classement 4e à 6e places | Classement 4e à 6e places | Classement 4e à 6e places |
| Pos.                      | Équipe                    | J                         | G                         | N                         | P                         | +                         | -                         | Pts                       | GA                        |
| ------------------------- | ------------------------- | ------------------------- | ------------------------- | ------------------------- | ------------------------- | ------------------------- | ------------------------- | ------------------------- | ------------------------- |
| 4                         | Macao                     | 2                         | 1                         | 1                         | 0                         | 10                        | 6                         | 4                         | 4                         |
| 5                         | Afrique du Sud            | 2                         | 1                         | 1                         | 0                         | 12                        | 9                         | 4                         | 3                         |
| 6                         | Mexique                   | 2                         | 0                         | 0                         | 2                         | 3                         | 10                        | 0                         | -7                        |

| Classement 1re à 3e places | Classement 1re à 3e places | Classement 1re à 3e places | Classement 1re à 3e places | Classement 1re à 3e places | Classement 1re à 3e places | Classement 1re à 3e places | Classement 1re à 3e places | Classement 1re à 3e places | Classement 1re à 3e places |
| Pos.                       | Équipe                     | J                          | G                          | N                          | P                          | +                          | -                          | Pts                        | GA                         |
| -------------------------- | -------------------------- | -------------------------- | -------------------------- | -------------------------- | -------------------------- | -------------------------- | -------------------------- | -------------------------- | -------------------------- |
| 1                          | Mozambique                 | 2                          | 2                          | 0                          | 0                          | 11                         | 3                          | 6                          | 8                          |
| 2                          | Pays-Bas                   | 2                          | 1                          | 0                          | 1                          | 4                          | 6                          | 3                          | -2                         |
| 3                          | Colombie                   | 2                          | 0                          | 0                          | 2                          | 2                          | 8                          | 0                          | -6                         |

## Classement final
| Champion du monde B 2006 de rink hockey |
| --------------------------------------- |
| MOZAMBIQUE Premier titre                |

|    | Équipe           |
| -- | ---------------- |
| 1  | Mozambique       |
| 2  | Pays-Bas         |
| 3  | Colombie         |
| 4  | Macao            |
| 5  | Afrique du Sud   |
| 6  | Mexique          |
| 7  | Uruguay          |
| 8  | Australie        |
| 9  | Autriche         |
| 10 | Nouvelle-Zélande |
| 11 | Égypte           |
| 12 | Inde             |

## Buteurs
| 27 buts - Paulo Pereira 13 buts - Bruno Adriao 12 buts - Helder Alhada Ricardo 10 buts - Claudio Maeso - Amandeep Singh 9 buts - Dion James Steven - Michel Van Gemeret 8 buts - Juan R. Colin Olmos - Pedro Ricardo Moreira - Lowie Boogers 7 buts - Nuno Miguel Livenca - Augusto Da Cruz Ramos - Leandro P. de Araujo - Bruno Pimentel - Manuel Parfant - Raul Joao Teixeira - Craig Mackie 6 buts - Marty Van Den Brand - Mark Turner - Jorge M.P. Raposo - Carlos F. Gonzales E. - Hesham M. Kamal - Justin Aires Da Costa - Fabian Rivas - William S. Hoiey | 5 buts - Arjan Van Gerven - Miguel G. Escalante - Kaim E. A. B. Elaal - Rafael A. Gonzales 4 buts - Rohan Singh - Mohamed M. Salah - Raul Rigosa - Ricardo J. de Senna - Jakob Stockinger - Nelson Miguel Mendes - Spiros Esculudes - Fco J. S. Gonzales - Aly Hassan Aly Ghandar 3 buts - Michael Schawendinger - Nestor Ramirez - Luuk Bishoff - Martin Batistoni - Dean Jeffrey Boniface - Martin Laritz - Ahmed M. S. Eldin - Nuno Tavares | 2 buts - Bernard Da Era - Arjun S. Bajwa - Jaime Herrera - Nelson Costa - Druv Gautam - Carlin Barry - Joachim Mohr - Alister Turner - Marcel Schnattner - Mohamed Salah Eldine - Daniele Falabella - Carlos Pimentel - Cameron P. Boehnm 1 but - Elidio Canda - Joao Ramos Da Cruz - Franck Palacios - Govinder Preet Singh - Jamie A. Brookman - Robbie Van Dooren - Adilson Silva Sanchez - Ankit Viz - Claudio M. de Araujo - Vikram Singh - Andrew Redfern - Cody Benson - Alexandre P. D. Almeida |